# ФК Санкт Паули
Фудбалски клуб Санкт Паули 1910 немачки је фудбалски клуб из дистрикта Санкт Паули у Хамбургу. Такмичи се у  Бундеслиги, а домаће утакмице игра на стадиону Милернтор.

## Успеси
- 2. Бундеслига:
  - Друго место: 1987/88, 1994/95, 2009/10.
- Куп Хамбурга:
  - Победник: 1986, 2004, 2005, 2006.